# Municipio de Pioneer (condado de Rice)
El municipio de Pioneer (en inglés: Pioneer Township) es un municipio ubicado en el condado de Rice en el estado estadounidense de Kansas. En el año 2010 tenía una población de 72 habitantes y una densidad poblacional de 0,77 personas por km².

## Geografía
El municipio de Pioneer se encuentra ubicado en las coordenadas 38°23′24″N 98°25′31″O / 38.39000, -98.42528. Según la Oficina del Censo de los Estados Unidos, el municipio tiene una superficie total de 93.72 km², de la cual 93,68 km² corresponden a tierra firme y (0,03 %) 0,03 km² es agua.

## Demografía
Según el censo de 2010, había 72 personas residiendo en el municipio de Pioneer. La densidad de población era de 0,77 hab./km². De los 72 habitantes, el municipio de Pioneer estaba compuesto por el 97,22 % blancos, el 1,39 % eran afroamericanos, el 1,39 % eran isleños del Pacífico. Del total de la población el 0 % eran hispanos o latinos de cualquier raza.